# 诺伊霍芬
诺伊霍芬是德国莱茵兰-普法尔茨州的一个市镇。总面积12.30平方公里，总人口7091人，其中男性3507人，女性3584人（2011年12月31日），人口密度577人/平方公里。